# Tatra 810
Pour les articles homonymes, voir Ross.

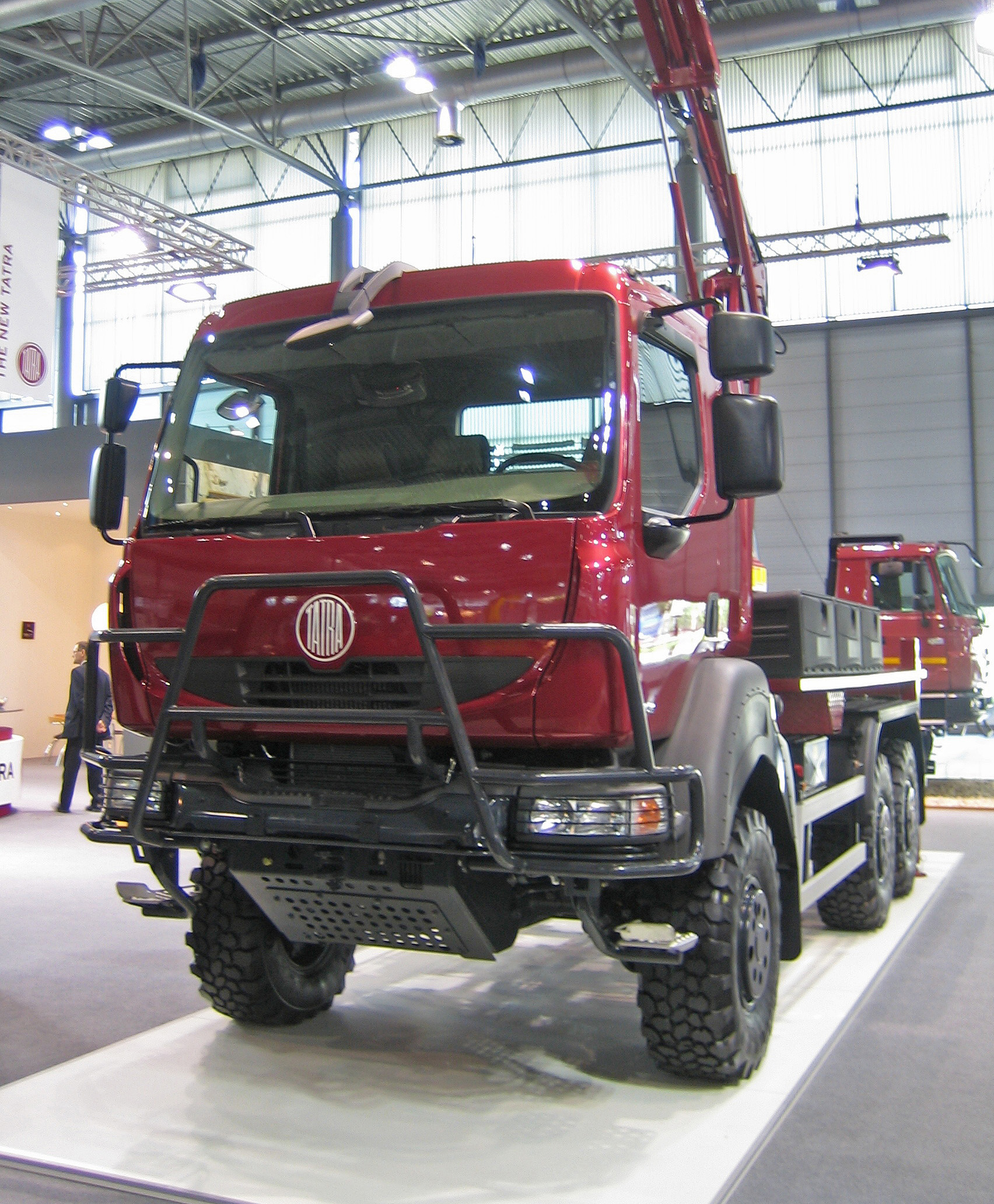
Tatra T810.

Le Tatra 810 ou Tatra T810 est un camion produit par le constructeur tchèque Tatra dans les années 2000. Il est issu de la collaboration avec Renault Trucks, dont les moteurs et la cabine proviennent du modèle Midlum.
Son prototype, le ROSS 210, a été conçu en collaboration avec Renault VI. La cabine, par exemple, est celle du Renault Midliner.